# 북부내륙선

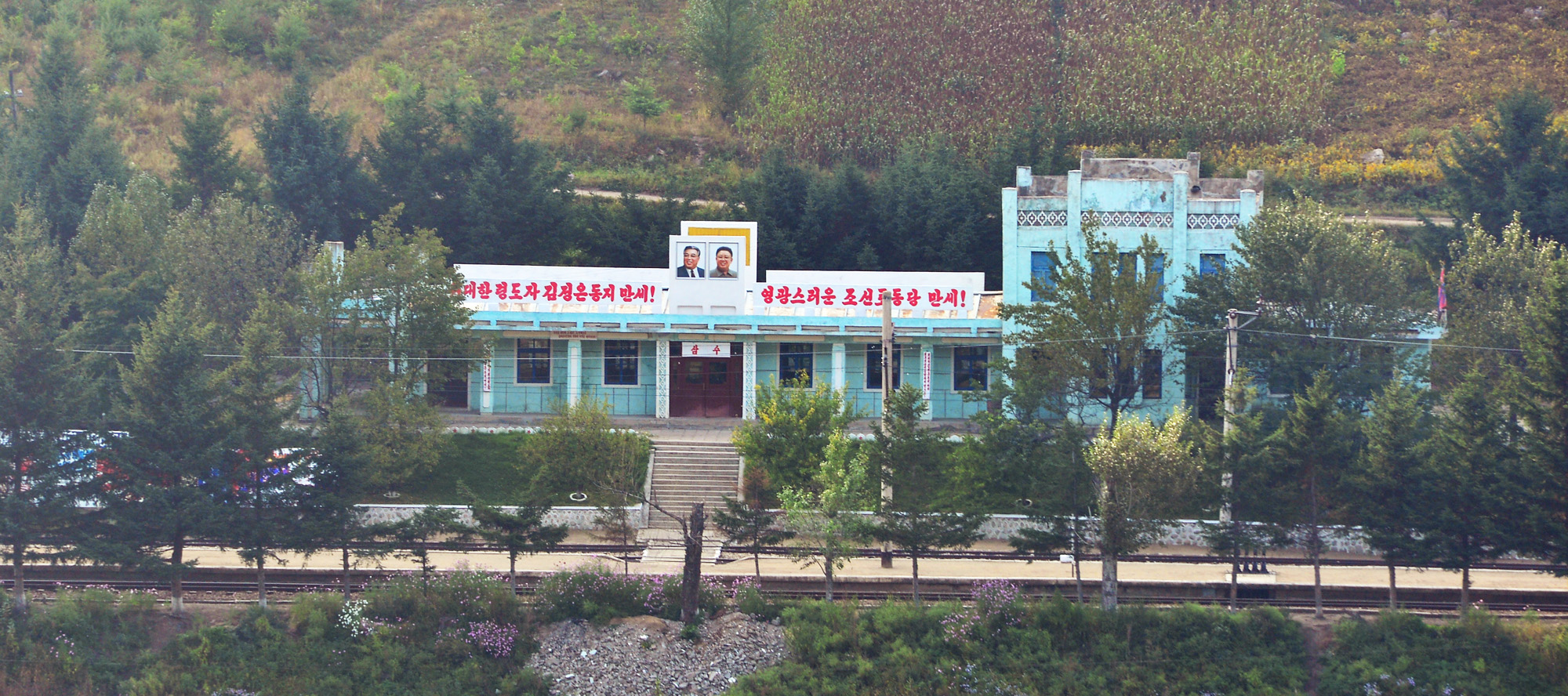

북부내륙선(北部內陸線)은 조선민주주의인민공화국에서 교통이 가장 취약한 자강도 만포시와 량강도 혜산시를 잇는 철도 노선이다. 개마고원 일대 삼림 지대에서 원목을 수송하기 위한 임업철도로 부설되었으며, 군수철도 역할도 동시에 수행하고 있다. 건설 당시에는 북부철길이라는 가칭으로도 불렸으며, 2010년대 중반까지 혜산만포청년선(惠山滿浦靑年線)으로 불렸다.
1988년 8월에 1단계 만포청년 - 혜산청년 구간이 완공되었으며, 무산역까지 연장하는 2단계 공사를 추진 중이나 현재 중단되었다. 만포에서 만포선과 이어지고 혜산에서 백두산청년선과 연결된다.

## 역사
- 1959년 : 만포청년 - 운봉 구간이 운봉선으로 개통
- 1980년 8월 : 운봉선을 혜산역까지 연장하는 계획을 구상[2]
- 1980년대 : 착공
- 1987년 11월 27일[3] : 운봉 - 자성, 후주청년 - 혜산청년 구간 개통[4]
- 1988년 8월 3일 : 자성 - 후주청년 구간 개통으로 완전 개통[5]
- 1990년대 초 : 전철화 공사 착공[6]
- 1993년 : 전 구간 전철화 완료[2]
- 2011년 4월 : 혜산만포청년선 전구간 개건공사 착공[2]
- 2010년대 중반 : 명칭이 북부내륙선으로 변경 및 만포청년-운봉을 운봉선으로 복구[1]

## 노선 정보
- 노선과 거리 : 만포청년역 ― 혜산청년역 252.0 km
- 역 수 : 42[2]
- 터널 수 : 76[2]
- 철교 수 : 116[2]
- 궤도 : 1435 mm (표준궤)
- 전철화 구간 : 전 구간(직류 3000V)[2]
- 선로 수 : 전 구간 단선

## 역목록
| 역명     | 로마자 역명          | 한자 역명 | 접속 노선     |
| -------- | -------------------- | --------- | ------------- |
| 만포청년 | Manp'o Ch'ŏngnyŏn    | 滿浦靑年  | 만포선·운하선 |
| 차가평   | Ch'agap'yŏng         | 車家坪    |               |
| 문악     | Mun'ak               | 文岳      | 안골선        |
| 연포     | Yŏnp'o               | 煙浦      |               |
| 림토     | Rimt'o               | 林土      |               |
| 창골     | Ch'anggol            | 倉골      |               |
| 십리동   | Simridong            | 十里洞    |               |
| 자강삼강 | Chagang Samgang      | 慈江三江  |               |
| 송삼     | Songsam              | 松三      |               |
| 상풍강   | Sangp'unggang        | 上豊江    | 운봉선        |
| 운봉     | Unbong               | 雲峰      |               |
| 구중     | Kujung               | 舊中      |               |
| 자성     | Chasŏng              | 慈城      |               |
| 사향     | Sahyang              | 麝香      |               |
| 귀인     | Kwi-in               | 貴仁      |               |
| 전평     | Chŏnp'yŏng           | 錢坪      |               |
| 리평     | Rip'yŏng             | 梨坪      |               |
| 화평     | Hwap'yŏng            | 和坪      |               |
| 회중     | Hoejung              | 檜中      |               |
| 룡출     | Ryongch'ul           | 龍出      |               |
| 월탄     | Wŏlt'an              | 月灘      |               |
| 회양     | Hoeyang              | 檜陽      |               |
| 로탄     | Rot'an               | 蘆灘      |               |
| 죽전     | Chukjŏn              | 竹田      |               |
| 오구비   | Ogubi                | 五구비    |               |
| 두지     | Tuji                 | 杜芝      |               |
| 포평청년 | P'op'yŏng Ch'ŏngnyŏn | 葡坪靑年  |               |
| 무창     | Much'ang             | 茂昌      |               |
| 라죽     | Rajuk                | 羅竹      |               |
| 대응     | Taeŭng               | 大鷹      |               |
| 후주청년 | Huju Ch'ŏngnyŏn      | 厚州靑年  |               |
| 송전     | Songjon              | 松田      |               |
| 강하     | Kangha               | 江下      |               |
| 신파청년 | Sinp'a Ch'ŏngnyŏn    | 新坡靑年  |               |
| 민탕     | Mint'an              | 珉湯      |               |
| 량강신상 | Ryanggang Sinsang    | 兩江新上  |               |
| 풍양     | P'ungyang            | 豊陽      |               |
| 상대     | Sangdae              | 上臺      |               |
| 인산     | Insan                | 仁山      |               |
| 삼수청년 | Samsu Ch'ŏngnyŏn     | 三水靑年  |               |
| 늪평     | Nŭpp'yŏng            | 늪坪      |               |
| 강구     | Kanggu               | 江口      |               |
| 혜산청년 | Hyesan Ch'ŏngnyŏn    | 惠山靑年  | 백두산청년선  |

## 참고 문헌
- 이동훈 (2008년 12월 22일). “북한 철도 유라시아 철도의 ‘끊어진 고리’ 北, 12개 주요 노선 어떤 상태인가”. 조선일보. 2008년 12월 27일에 확인함.[깨진 링크(과거 내용 찾기)]
- 고쿠부 하야토(国分隼人), 《장군님의 철도―북조선 철도사정》, 新潮社, 2007, ISBN 9784103037316